# Estebanillo González

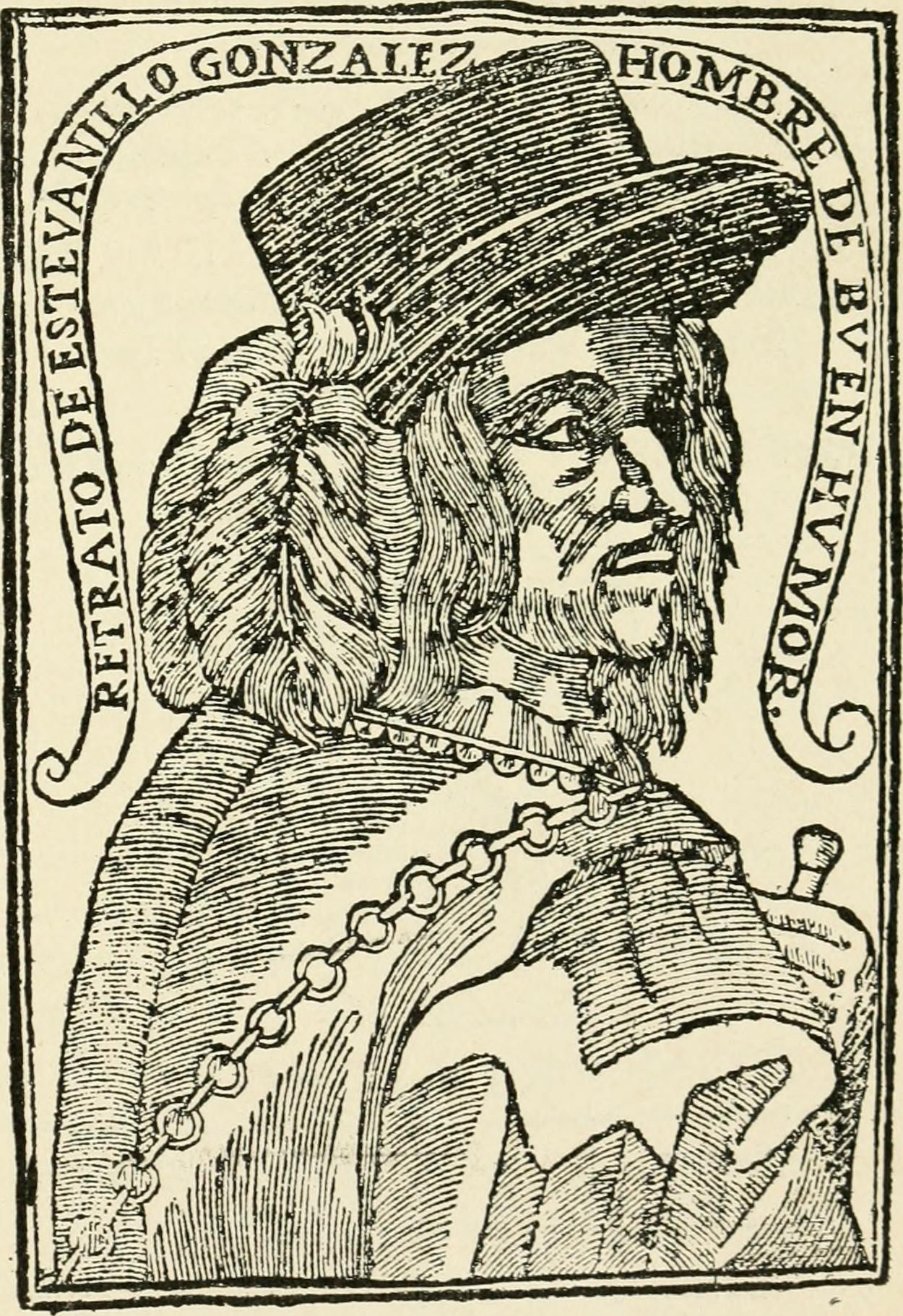
Estebanillo González (1643)

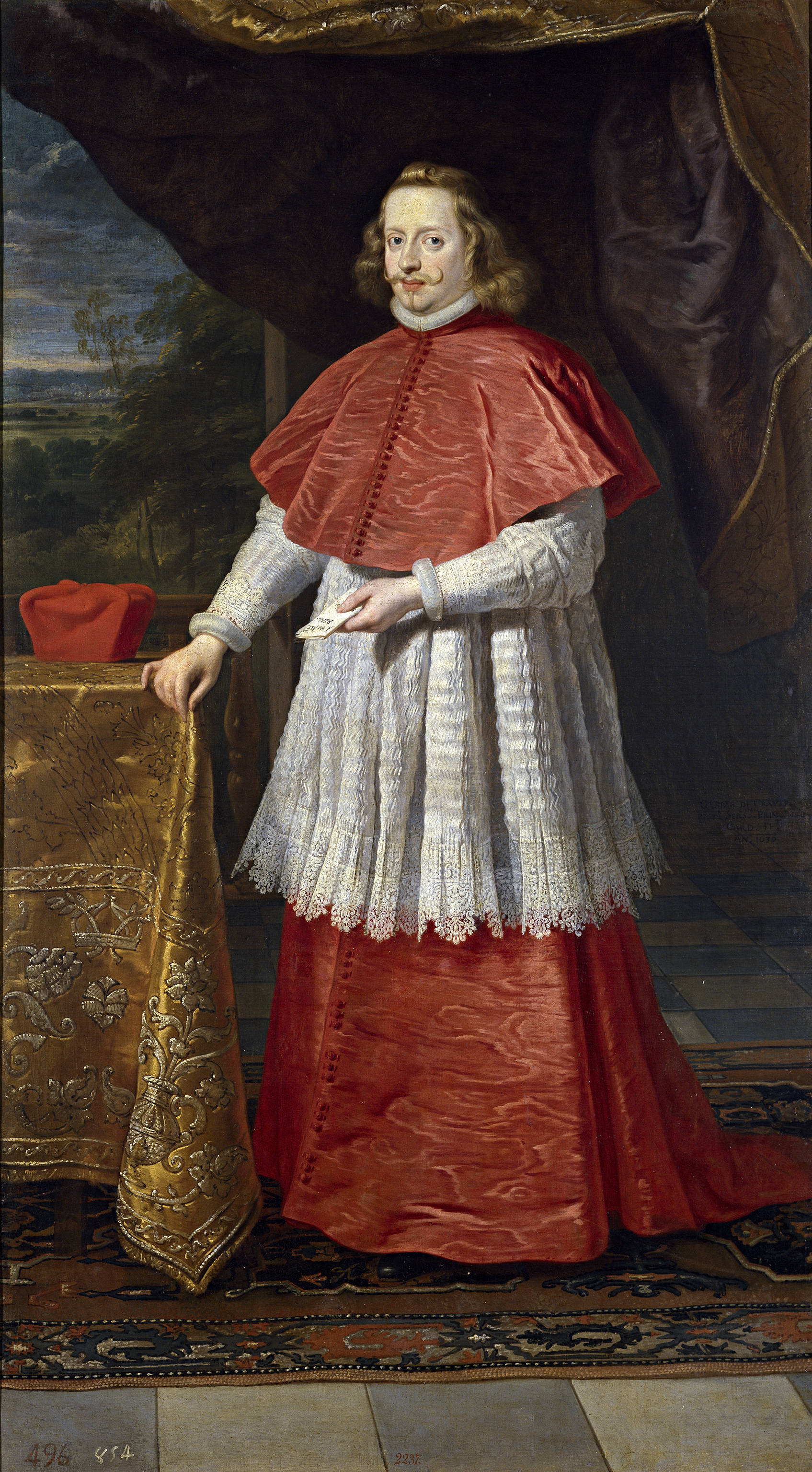
El Cardenal Infante Don Fernando de Austria, uno de los amos de Estebanillo González. Pintura al óleo de Gaspar de Crayer, 1639.

La vida y hechos de Estebanillo González, hombre de buen humor, compuesta por él mismo, conocida por el nombre abreviado de Estebanillo González, es una de las últimas novelas picarescas (Amberes: Viuda de Juan Cnobbart, 1646). Se desconoce su verdadero autor y si se trata de una autobiografía o de una obra de ficción.

## Biografía
Según dice en su obra, que por demás altera, oculta, exagera o inventa a veces la verdad, Esteban González fue hijo de un pintor natural de Salvatierra de Miño, en Galicia, establecido en Roma poco después de que él naciera. Se han encontrado documentos que acreditan, en efecto, la existencia de un pintor español en Roma entre 1604 y 1626 que perteneció a la Academia de San Lucas, misser Lorenzo Gonzales, pitore spagnuolo, italianizado al poco como Laurenzo Gonzales, al que desde 1618 se da el tratamiento de signore. En 1625 fue elegido camarlengo de la Academia y desde el 18 de octubre de 1626 se pierde su rastro en los libros de actas. La novela-biografía dice que marchó a Palermo (Sicilia) y murió allí hacia 1628. Este respetable personaje no responde al prototipo del padre de un pícaro, y además, según lo describe su hijo, estaba preocupado porque sus vástagos tuviesen una buena educación y un futuro profesional. Según se dice en la novela-biografía era hombre con ejecutoria de hidalguía, «muy severo» y bien relacionado con el embajador español; al morir dejó a su familia, compuesta además de madre y dos hermanas, en una posición económica desahogada.
El caso es que el nombre de Esteban González aparece en 1654 como sirviente (mozo entretenido de la panatería) que había sido del príncipe Emmanuel Filiberto de Saboya, con el bajo sueldo de doce mil maravedíes; aunque este noble es citado con elogio en la novela-biografía, no se menciona el hecho de que le hubiera servido, mientras que sí se consignan los servicios que desempeñó en ocupaciones muy similares de ayudante de cocinero o pícaro en casa de otros virreyes de Sicilia: el cardenal Doria, interino en el cargo en cuatro ocasiones antes y después que lo fuera Filiberto de Saboya (1610–1612; 1616; 1624–1626; 1639) y el duque de Alburquerque (1627–1632).
Menciona a Su Excelencia Don Pedro de Villamor, Caballero de Santiago, Comisario General de las tropas de la Caballería de España en los Estados de Flandes y Teniente General de Caballería en la batalla de Rocroi, gran señor que sentaba a su mesa a los príncipes de aquel tiempo y que había sido generoso con él teniéndole a su servicio.
En la novela-biografía se dice que fue gentilhombre de la bufa o boufon del general Ottavio Piccolomini en Flandes (1637–1639); en efecto, en unos libros de cuentas del secretario de Piccolomini, Francesco Useppi, aparece un tal Stefaniglio o Stefanillo a su servicio y con él y su ejército estuvo en Worms, Dunquerque y otros lugares, y aún existe por escrito la descripción por parte del secretario de un futuro cuadro en glorificación del general donde Stefanello iría situado al lado de Useppi, cuadro que no llegó a superar la etapa de proyecto.
Después sirvió al cardenal infante Fernando de Austria y a su muerte en 1641 regresa con su antiguo amo Piccolomini en Viena en 1642 en plenas convulsiones guerreras europeas; la vida de Estebanillo se proyecta sobre el fondo de la Guerra de los Treinta Años; trabajó entonces intensamente como correo llevando mensajes y cartas, de lo que hay confirmación documental, de un lado a otro de Europa, y asiste, entre otras, a la célebre batalla de Nordlingen, en 1634, como se registra en la biografía. Logró licencia para administrar una casa de juego en Nápoles tras audiencia con Felipe IV en Zaragoza (1645) tras presentar una carta en su favor de la emperatriz María y fes de haber sido criado del infante don Fernando. Una última referencia la ofrece una nota de 1659 que menciona un memorial presentado por un tal don Esteban González al Consejo de Guerra.

## El autor real
Sin embargo, ya Marcel Bataillon intuyó que la obra se trataba de una cuidadísima falsificación literaria y el autor real del Estebanillo González era en realidad un personaje del entorno de Piccolomini que habría usurpado los detalles biográficos de la vida del personaje real, pícaro y bufón de origen hidalgo, pues la cultura con que está escrito el libro desentona fuertemente con la formación y hasta incluso con la biografía misma del travieso pícaro al que quiere hacerse pasar por su autor; aventuró incluso la posibilidad de que pudiera ser el autor real un capitán italiano, Gerónimo de Bran, general de los víveres en los estados de Flandes; sin embargo la crítica moderna se inclina por pensar más bien, en la dirección apuntada por Bataillon, en el anónimo autor de una colección de sátiras antifrancesas entre las cuales se incluyen algunos poemas que aparecen en el libro y otros nuevos de la misma mano.
Son estos Sátira contra los monsiures de Francia, Coloquio entre el rey de Francia y Rochelí y La batalla que tuvo el príncipe Tomás al pasar la ribera de Soma y retirada de noche del Conde de Suayson, y que presentan rasgos comunes con dos poemas épicos sobre las guerras de Flandes, La feliz campaña y los dichosos progressos que tuvieron las Armas de su Magestad Católica el Rey Don Phelipe quarto en estos Payses Bajos el anño de 1642 (Bruselas, 1643) y Libro de la Feliz Vitoria (Amberes, 1640), compuestos ambos por un escribano real malagueño, Gabriel de la Vega, muy desengañado de su trayectoria cortesana en Flandes; es opinión mantenida con rigor y convicción por Antonio Carreira y Jesús Antonio Cid, editores del libro, que Gabriel de la Vega es el autor del libro, basándose en afinidades de carácter estilístico e histórico.
No obstante, la "Suma del Privilegio" de la obra, afirma explícitamente ser autobiografía real, y, por otro lado, las primeras fuentes que citan la obra, mantienen que es una autobiografía real, como el Diccionario de Autoridades o Nicolás Antonio, así como Calderón en la aprobación de la segunda edición en Madrid, 1652, quien dice: "Por mandado de V.A. he visto un libro intitulado el entretenido, en que su autor, Estebanillo González, hombre de placer y chocarrero, cuenta graciosamente los discursos de su vida...". La duda persiste.
Florencio Sevilla en su presentación de Novela Picaresca Española, afirma lo siguiente sobre la cuestión de la autoría:
"...tiene todos los visos de historia vivida realmente por quien la cuenta...si es -como creemos- una crónica burlesca de la Guerra de los Treinta Años realizada por un soldado chocarrero y bufón de corte, a decir verdad que su autor y narrador y protagonista no tiene desperdicio...".
(La novela picaresca española, edición de Florencio Sevilla Arroyo, Madrid, Editorial Castalia, 2001, página XLV).
Como dato curioso, la Biblioteca Nacional de Alemania, en su catálogo en línea, coloca a Esteban González, de quien da incluso la fecha de nacimiento (1608), como autor de la obra.

## Valoración crítica delEstebanillo González

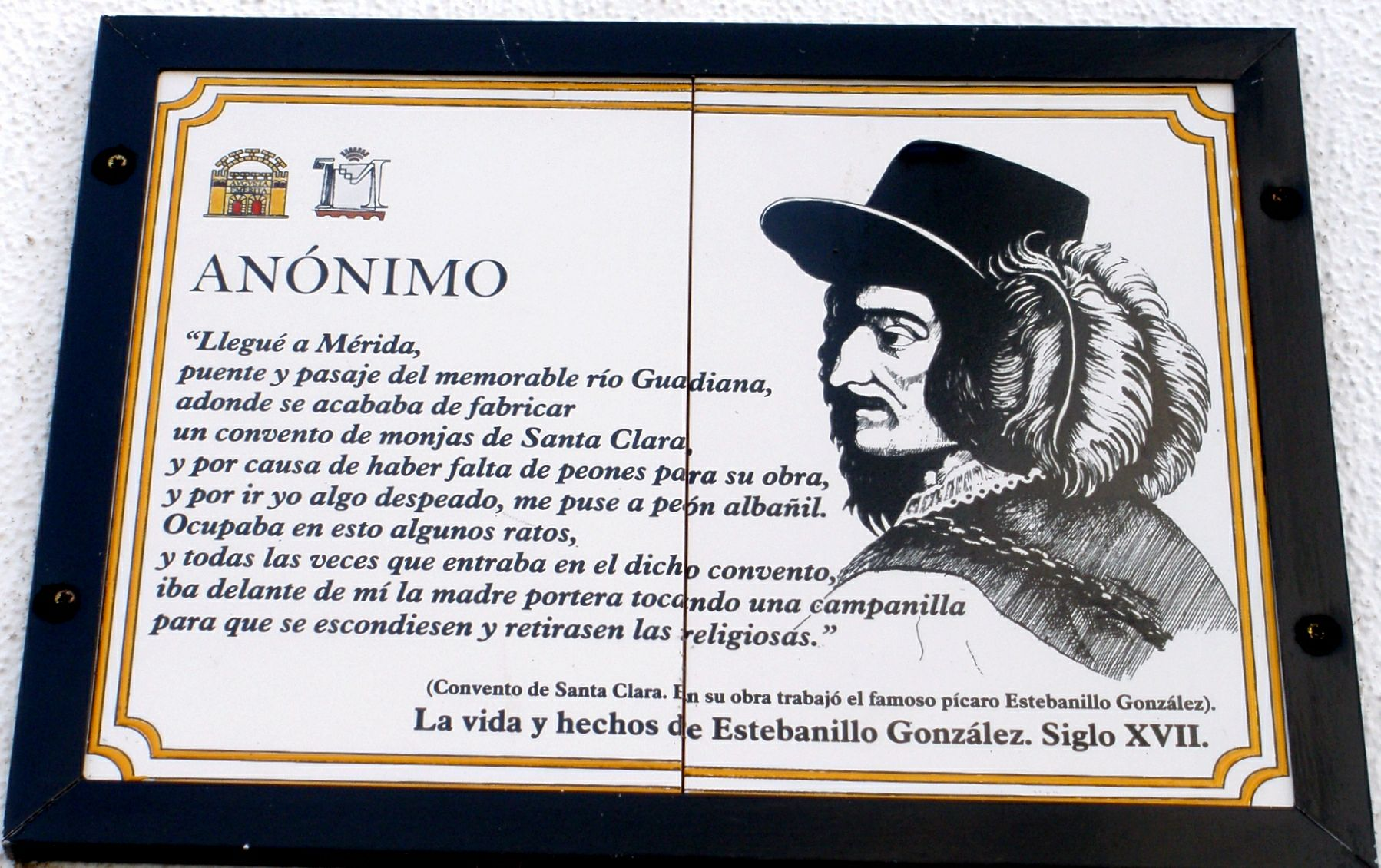
Memorial de Estebanillo González en Mérida (Badajoz)

La obra alcanzó la cifra de cuatro ediciones en el siglo XVII y seis reimpresiones en el siglo XVIII en España. Ello habla a las claras de una notable difusión y apreciación entre los lectores, al mismo nivel que el Guzmán de Alfarache, y por encima del Buscón y del Lazarillo de Tormes, dentro del género de la novela picaresca. Sin embargo, en el siglo XIX, la obra pasó a ser simple objeto de atención erudita, sin la relevancia de otros clásicos de la literatura española. 
Dentro de las perspectivas de la crítica filológica, Estebanillo González ha merecido juicios muy dispares. Para Alexander A. Parker, la obra es "desagradable" y deja "muy mal sabor de boca". Whitbourn afirma que "la degeneración de Estebanillo produce repulsión en el lector...y causa indignación y enfado". Sin embargo, Juan Goytisolo, que también fue editor de la obra, calificó al libro en 1966 de "magnífico", de "la culminación del género picaresco desde el punto de vista de su primitivo designio", y de "la mejor novela española escrita en el siglo XVII (si exceptuamos, claro está, el Quijote)".

## Principales ediciones

### Ediciones antiguas (hasta 1800)

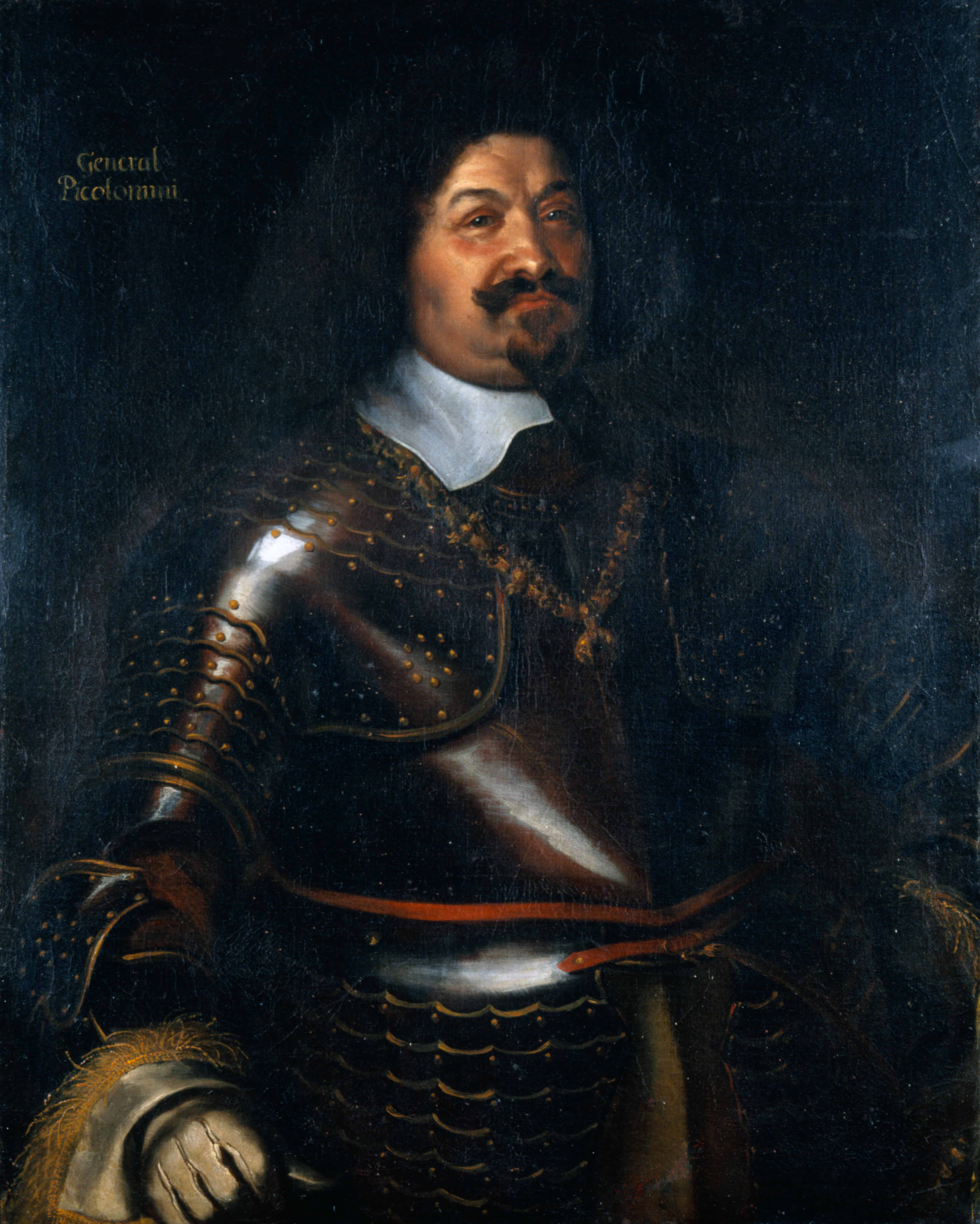
Octavio Piccolomini de Aragón, señor de Estebanillo González, a quien está dedicada la obra.

- La / vida y hechos / de Estevanillo Gonzalez, / Hombre de buen humor. / Compuesto por el mesmo. / Dedicada a el Excelentíssimo Señor OCTAVIO / PICOLOMINI DE ARAGON, Duque / de Amalfi, Conde del Sacro Romano Impe- / rio, Señor de Nachot, Cavallero de la Orden / del Tuson de oro, del Consejo de Estado i / guerra, Gentilhombre de la Camara, Capi- / tan de la guardia de los archeros, Mariscal de / campo General, i Coronel de Cavalleria i In / fanteria de la Magestad Cesarea, i Governador / General de las armas i exercitos de su Magestad / Catholica en los Estados de Flandes. / --- / EN AMBERES, / En casa de la Viuda de Iuan Cnobbart, 1646. In 4º, 8 ff., 388 pp. (por error, 382), 2 ff. Edición princeps.

- Madrid, por Gregorio Rodríguez, en casa de Gabriel de León, 1652.
- Madrid, por Melchor Sánchez, en casa de Gabriel de León, 1655.
- Madrid, por Melchor Sánchez, en casa de Gabriel de León, 1655.
- Madrid, por Juan Sanz, en la Plazuela de la Calle de la Paz, 1720.
- Madrid, por Juan Sanz, en la Plazuela de la Calle de la Paz, 1720.
- Madrid, por Bernardo de Peralta, en casa de Francisco Medel, en la Plazuela de la Calle de la Paz, 1725.
- Madrid, a costa de Don Pedro Joseph Alonso y Padilla, en su casa en la calle de Santo Tomás, junto al Contraste, 1729.
- Madrid, en la Imprenta y Librería de Andrés de Sotos, frente la puerta principal de San Ginés, 1778.
- Madrid, en la oficina de Ramón Ruiz, en las Librerías de la Corte, 1795.

Nos olvidamos de la edición romántica de 1844

### Principales ediciones modernas
- Madrid, edición, prólogo y notas de Juan Millé y Giménez. Madrid: Espasa Calpe, 1934, Clásicos Castellanos, números 108-109. Reimpresiones en 1946, 1956 y 1973.
- Madrid, edición, introducción y notas de Nicholas Spadaccini y Anthony N. Zahareas. Madrid: Castalia, 1978, Clásicos Castalia, 2 vols., números 86 y 87.
- Madrid, edición, introducción y notas de Antonio Carreira y Jesús Antonio Cid. Madrid: Cátedra, 1990, Letras Hispánicas, 2 vols., números 309 y 312. Es la más documentada y seria en el análisis del conjunto de la obra. Con amplia noticia bibliográfica y bibliografía. Se atribuye razonadamente la obra a Gabriel de la Vega.
- Edición digital a partir de la realizada por Rosa Navarro Durán en Novela picaresca. Tomo IV] (enlace roto disponible en Internet Archive; véase el historial, la primera versión y la última)., Madrid, Fundación José Antonio de Castro, 2008. (Biblioteca Castro).

## Traducciones de la obra
Inglés
- Londres, 1707. The Spanish Libertines: or the lives of Justina, the Country Jilt, Celestina, the bawd of Madrid and Estevanillo Gonzales, the most arch and comical of scoundrels. To which is added, a play call'd An Evening's Adventures. All four written by eminent Spanish authors, and now first made English by Captain John Stevens. La traducción de Stevens fue la única realizada del original hasta el pasado siglo. En ella, afirma: "...in the opinion of many...seems to have outdone Lazarillo de Tormes, Guzman de Alfarache, and all other rogues that have hitherto appear'd in print..." (en opinión de muchos, parece haber superado el Lazarillo de Tormes, el Guzmán de Alfarache, y todos los otros pícaros que han aparecido hasta ahora impresos).

Francés
- París, 1734. Histoire d'Estevanille Gonzalez, surnomme'le garçon de bonne humeur / tire' de l'espagnol par Monsieur Le Sage. No es una traducción, sino una muy libre adaptación del autor francés, que debe poco, salvo los episodios de la barbería y el hospital de Nápoles, al original español. Añadiría otros episodios del Estebanillo a su obra más conocida: Gil Blas de Santillana, 1715-1735. No obstante, su "traducción" popularizaría el nombre del pícaro de Salvatierra de Miño, en un gran número de traducciones desde el francés (traducciones inglesa, alemana, danesa, rusa, italiana, portuguesa).

Italiano
- Venecia, 1754. Vita e avventure di Stefanello Gonzalez, sopranominato il garzone di buon genio. Traducida de la adaptación de Le Sage.
- Palermo, 1939. Vita e imprese di Stefanello González, uomo di buon umore. Traducción y notas de Antonio Gasparetti. Reimpresa en Milán: Biblioteca Rizzoli, 1967.

Ruso
- San Petersburgo, 1765. Pochodznii...Estevanilla Gonzaleca, prozvannogo vesel'čakom, soč. gospodinom Lesažem.... 2 vols. 8º. Traducida de la adaptación de Le Sage.

Alemán
- Viena: A.Alberti, 1791. Geschichte des Estevanille Gonzalez mit dem Zunamen des Lustigen. Traducida de la adaptación de Le Sage. 2 vols. 8º.
- Leipzig: Reclam, 1985. Estebanillo González, ein Mann fröhlicher Gelassenheit: sein Leben und seine Taten/aufgeschreiben von ihm selbst. 2 vols. Traducción y notas de Fritz Rudolf Fries.

Danés
- Copenhague, 1801-1802. 3 vols. 8º. Traducida de la adaptación de Le Sage.

Portugués
- París: Pillet, 1838. Historia d Estevinho Gozalves, cognominado Rapaz de bom humor, por Lesage, traduzida de francez em portuguez, por José Da Fonseca.... 2 vols. 12º. Traducida de la adaptación de Le Sage, a quién se considera erróneamente autor de la obra original.

 Checo
- Praga: Odeon, 1980. Život a skutky Estebanilla Gonzáleze. Traducción y notas de Josef Forbelský. En Tři španělské pikareskní romány, páginas 259-508.